# クエストラ

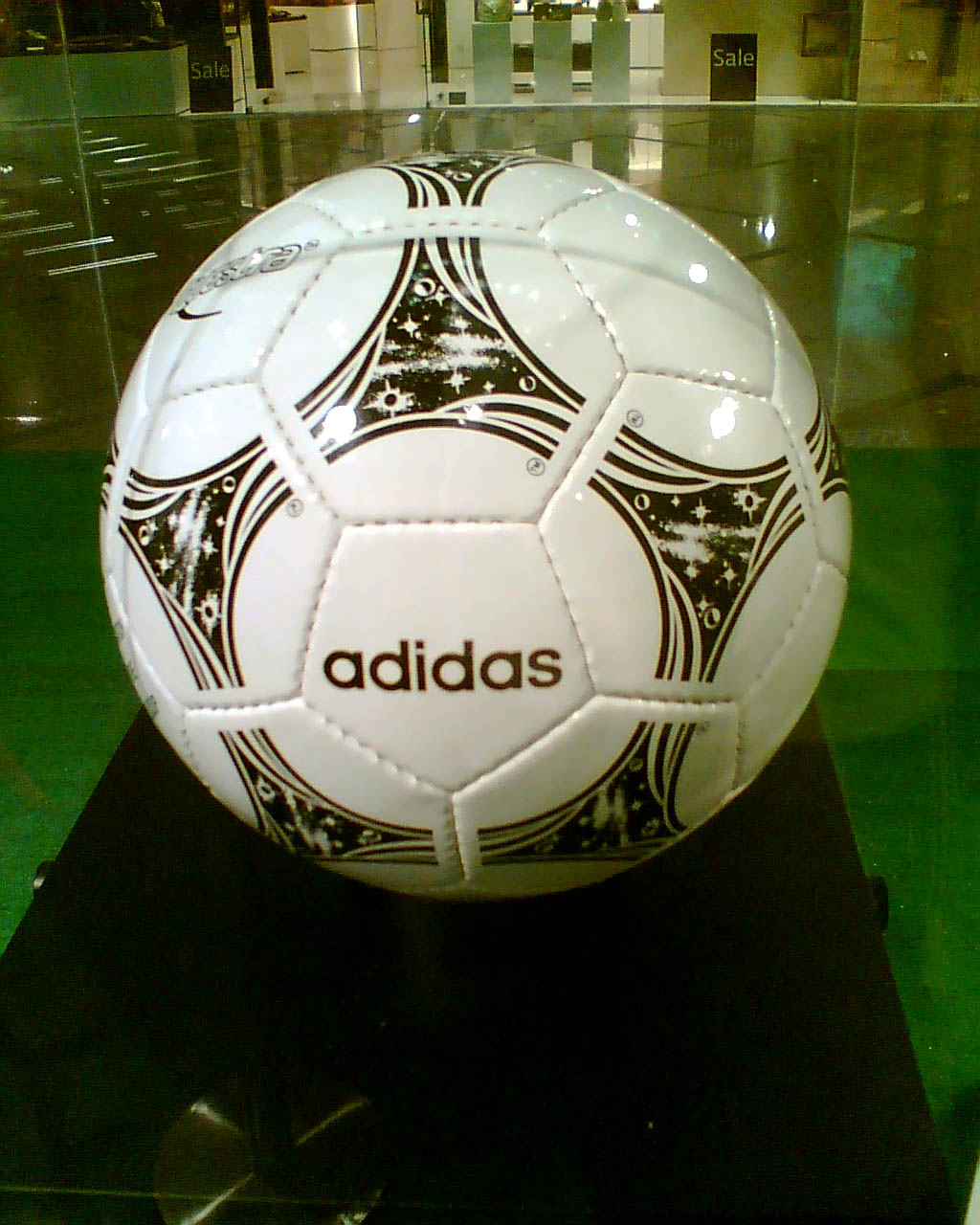
Questra

クエストラ (Questra) は、1990年代の中頃、サッカーの主要な国際大会のためアディダスによって作られたサッカーボールの系列。初代クエストラは1994年FIFAワールドカップの大会公式試合球である。
初代クエストラは、先端技術を導入した最初のワールドカップ公式球とされている。復元力の高い白色ポリエチレンフォームの層が使用されており、アディダスはこれによりボール制御のしやすさと反発スピードが得られたとしている。こうした技術の導入は、国際サッカー連盟 (FIFA) が前大会でのゴールの少なさから、多く得点の入るスポーツに慣れ親しんでいるアメリカでの興業面を憂慮し、得点の入りやすいボールの開発をアディダスに依頼したことに起因するとも言われる。
クエストラ系列の初代は「クエストラ」とだけ呼ばれ、1994年FIFAワールドカップ アメリカ大会の公式球として設計された。このボールが好評を博したため、1996年、後継の2種のクエストラが発表された。その1つが1996年アトランタオリンピックでの公式球である「クエストラ・オリンピア」、もう1つが1996年欧州選手権の公式球として作られた「クエストラ・エウロパ」である。
クエストラ系列の最後のものは「クエストラ・アポロ」であり、これは1996年-1997年シーズンに、スペインのリーグとナショナルチームの試合で使用された。クエストラ・アポロは、表面デザインを含めて実質的に初代クエストラと同一で、違いはスペインサッカー連盟のロゴが表面に印刷されている点のみである。